# 埃德加·冯·威斯特华伦

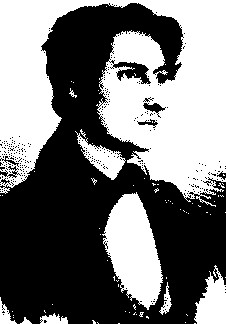
埃德加·冯·威斯特华伦

埃德加·格哈德·尤利乌斯·奥斯卡·路德维希·冯·威斯特华伦（德語：Edgar Gerhard Julius Oscar Ludwig von Westphalen；1819年3月26日—1890年9月30日）是一位德国作家和共产主义政治人物，同时也是卡尔·马克思的长期朋友兼妻弟。他是普鲁士小贵族路德维希·冯·威斯特华伦与第二任妻子卡罗琳·霍伊贝尔所生的第三个也是最小的儿子。他的同胞姐姐燕妮是卡尔·马克思的妻子。他还有一个同父异母哥哥——斐迪南，是其父与第一任妻子伊丽莎白·冯·费尔特海姆所生。威斯特华伦家族和马克思家族曾在特里尔作为邻居，卡尔·马克思与埃德加·冯·威斯特华伦是儿时的朋友和同学。
埃德加·冯·威斯特华伦是布鲁塞尔共产主义通讯委员会的早期成员，后来成为共产主义者同盟的创始成员之一。可能是为逃避政治迫害，他于1848年加入阿德尔斯协会资助德意志人移民美国得克萨斯州的运动，移居得克萨斯州的“拉丁聚居地”锡斯特代尔。
1865年，埃德加·冯·威斯特华伦回到欧洲，短暂住在卡尔·马克思于伦敦的家中（1865年5月—11月）。此后，在同父异母哥哥斐迪南的资助下，于柏林度过他晚年的大部分时间。1890年，他在柏林去世，享年71岁，被安葬在路易森施塔迪舍尔公墓。